# مزرعه شیرین‌آباد
مزرعه شیرین‌آباد یک منطقهٔ مسکونی در ایران است که در دهستان زهرای بالا واقع شده‌است. مزرعه شیرین‌آباد ۲۸ نفر جمعیت دارد.